# Marko Grgić
Marko Grgić (['gr̩giːtʃ], * 11. September 2003 in Eisenach) ist ein deutscher Handballspieler.

## Karriere

### Im Verein
Marko Grgić spielte bis 2022 für die HG Saarlouis in der 3. Liga. 2022 wechselte er zum Zweitligisten ThSV Eisenach. Mit Eisenach stieg er 2023 in die 1. Bundesliga auf. In der Saison 2024/25 wurde er von den Trainern und Geschäftsführern der Erstligisten zum besten Nachwuchsspieler der Bundesliga gewählt. Mit 301 Toren, davon 85 per Siebenmeter, wurde Grgić Torschützenkönig dieser Spielzeit.

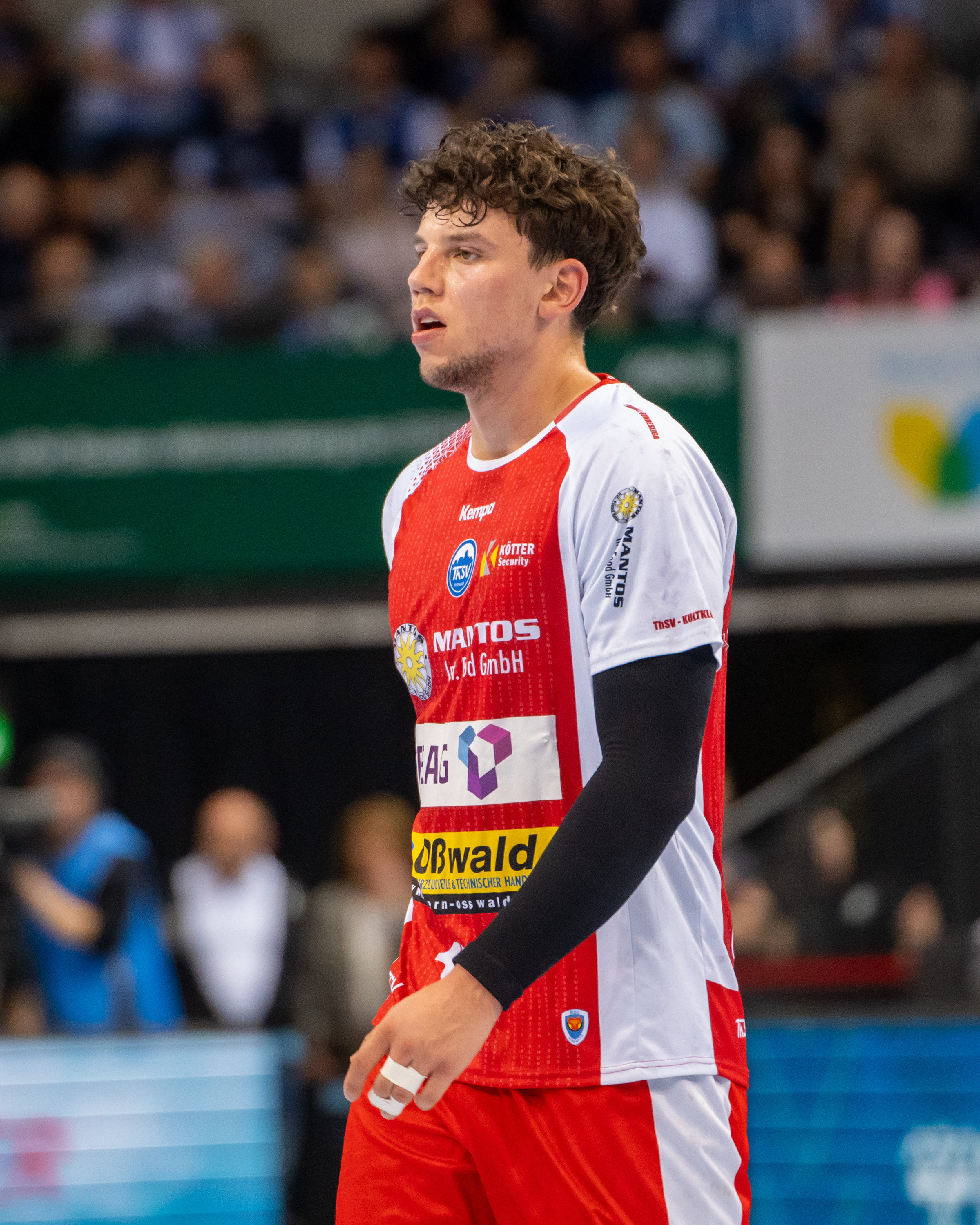
Grgić im Trikot des ThSV Eisenach (2025)

Zur Saison 2026/27 unterschrieb er einen Dreijahresvertrag bei der SG Flensburg-Handewitt, die für den Wechsel eine Ausstiegsklausel in seinem ursprünglich bis 2027 datierten Vertrag bei Eisenach gezogen hat. Gegen Zahlung einer Ablösesumme in nicht genannter Höhe wechselte er bereits im Juli 2025 nach Flensburg.

### In Auswahlmannschaften
Für einen Lehrgang im Mai 2024 wurde Grgić erstmals in den erweiterten Kader der deutschen Nationalmannschaft berufen und kam am 12. Mai 2024 zu seinem ersten Einsatz in einem Testspiel gegen Schweden. Sein erstes Tor für die Nationalmannschaft erzielte er bei seinem zweiten Spiel einen Monat später bei einem Testspiel gegen Frankreich zur Vorbereitung für die Olympischen Spiele.

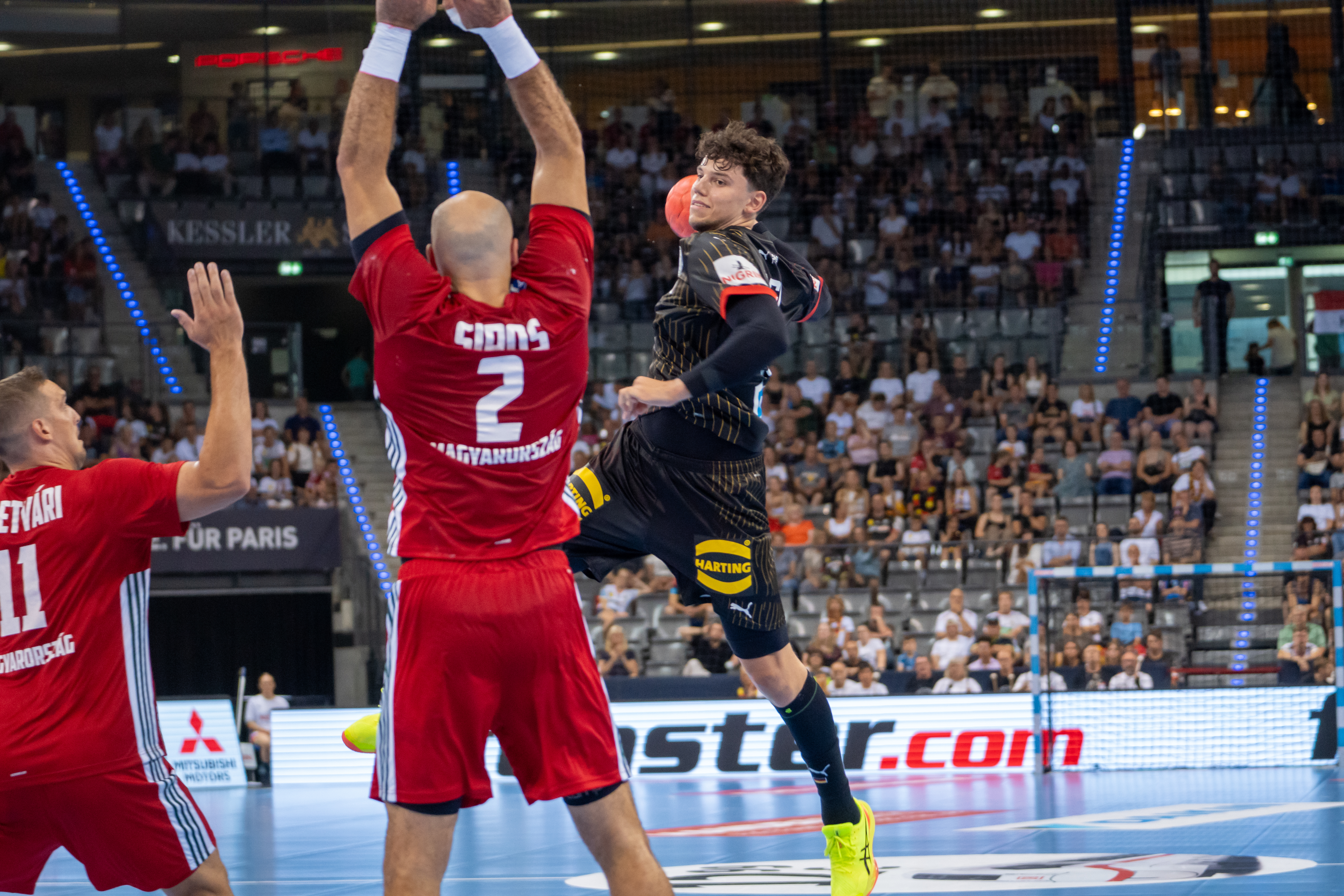
Grgić im Trikot der Nationalmannschaft in der Vorbereitung auf die Olympischen Spiele 2024

Bei den Olympischen Spielen erzielte er 16 Tore in 8 Spielen und gewann mit Deutschland die Silber-Medaille. Dafür wurden er und sein Team am 4. November 2024 vom Bundespräsidenten Frank-Walter Steinmeier mit dem Silbernen Lorbeerblatt ausgezeichnet. Bei der Weltmeisterschaft 2025 scheiterte die DHB-Auswahl im Viertelfinale und beendete das Turnier auf Rang 6.

## Privat
Sein Vater Danijel Grgić ist ehemaliger kroatischer Handballnationalspieler, der von 2003 bis 2005 für den ThSV Eisenach spielte. Seine deutsche Mutter Ina spielte in dieser Zeit in der Oberliga für die TSG Ruhla.